# Vladimir Konstantinovič Kokkinaki
Vladimir Konstantinovič Kokkinaki (in russo Владимир Константинович Коккинаки?; Novorossijsk, 25 giugno 1904 – 6 gennaio 1985) è stato un pilota collaudatore sovietico. Era fratello di Konstantin, anche lui pilota collaudatore.

## Biografia
Kokkinaki si arruolò nel 1925 e si diplomò nel 1928 alla Scuola di volo Lenin, per poi perfezionarsi alla scuola di volo di Borosiglebskier fino al 1930. Nel 1931 fu nominato pilota operativo e l'anno successivo fu scelto come pilota collaudatore per il programma di sviluppo dell'aereo da combattimento Kočerigin-Gurevich Ch-3.
Ottenne la prima ribalta internazionale il 21 novembre 1935 conquistando il record mondiale assoluto di altitudine con un Polikarpov I-15 raggiungendo i 14 575 m. Successivamente conquistò altri record anche sulla lunga distanza. Nel 1939, su missione diretta dell'ingegner Sergej Il'jušin, effettuò il primo volo senza scalo dall'Unione Sovietica agli Stati Uniti.
Durante la seconda guerra mondiale Kokkinaki rimase un pilota collaudatore e la sua attività continuo fino al suo ritiro dal servizio attivo. Il suo ultimo record risale al 1960 quando, con un Ilyushin Il-18 ed una zavorra di 10 tonnellate volò per 5 018 km ad una velocità media di 693 km/h.
È stato anche vicepresidente (dal 1961) e presidente (dal 1966) della Federazione Aeronautica Internazionale. Per i suoi successi Vladimir Kokkinaki è stato dichiarato Eroe dell'Unione Sovietica ed ha anche ottenuto il Premio Lenin.